# DANCEMAN
『DANCEMAN』（ダンスマン）は、2018年4月6日から2020年3月27日までZIP-FMで放送されたラジオ番組。
前番組『SWAG #41』から引き続き南城大輔がナビゲーターを務めていた音楽番組で、同じくダンスミュージックを専門に取り扱っていた。また、本番組もAbemaRADIOの配信コンテンツとなっていた。

## 放送・配信時間
いずれもJST。
- ラジオ放送：ZIP-FM
  - 金曜 20:00 - 23:00
- ネット配信：AbemaRADIO
  - 日曜 17:00 - 20:00 → 木曜 23:00 - 金曜 2:00

## サーフボードプログラム
- 20:20 - 20:35 KING KANKO TREND EXPRESS（提供：キング観光）[1]